# Eudocia (princesse romaine)
Pour les articles homonymes, voir Eudocie.
Eudocia (ou Eudoxie ou Eudocie) (439–vers 472) est une princesse romaine, épouse du futur roi des Vandales Hunéric vers 460 jusqu'en 472.

## Une princesse, objet politique
Fille de l'empereur d'Occident Valentinien III et de Licinia Eudoxia, fille de Théodose II, elle a pour sœur Galla Placidia. Elle est élevée à la cour de Ravenne.
L'empereur Valentinien III et Genséric, roi des Vandales scellent un traité à la suite duquel ils fiancent Hunéric avec Eudocia, elle a alors quatre ou cinq ans. Pour sceller la paix, Hunéric est envoyé comme otage à Ravenne quelques années. Mais encore prince, Hunéric épouse, avant 450, une princesse wisigothe, fille du roi Théodoric Ier. Cette dernière, accusée de complot, sera en 442 sauvagement mutilée au visage (dont le nez et les oreilles coupés) avant d'être renvoyée en Gaule chez son père.

## Le sac de Rome en 455
La situation politique en Italie est instable et à la suite de l'assassinat de son père, en mars 455, sa mère est mariée de force avec le nouvel empereur Pétrone Maxime qui marie Eudocia avec son propre fils Palladius, césar,  par la même occasion. Pour se venger, Licinia Eudoxia appelle en Italie Genséric, qui saccage Rome en 455. Eudocia et ses filles subissent le sac de Rome et sont parmi les milliers d'otages de Genséric. Il retourne à Carthage avec un énorme butin.  

## Prisonnière de son statut de princesse impériale
Vers 460, Eudocia épouse Hunéric, héritier du roi des Vandales. De cette union naît le futur roi Hildéric entre 456 et 462. Hildéric, descendant de la dynastie impériale théodosienne par sa mère, vécut près de quarante ans à la cour de Constantinople. Elle ne le voit pas grandir. 
Genséric utilise sa belle-fille pour tourmenter les empereurs romains d'Orient et trouver des prétextes de guerre. Il accuse Léon Ier d'avoir confisqué les biens de Licinia Eudoxia revenant de droit à Eudocia et donc à Hunéric; il réclame la dot de sa belle-fille et les rançons de sa mère et de sa sœur. Prisonnières de Genséric pendant sept ans en Afrique, Licinia Eudoxia et Galla Placidia sont libérées en 462. Elles sont reçues à la cour de Constantinople,.
En 472, Hunéric répudie Eudocie. Lorsque son époux commence à persécuter les Orthodoxes, Eudocia s'échappe et se retire à Jérusalem près du tombeau de sa grand-mère Eudocie où elle ne survit que quelques jours, visitant les lieux saints. 